# Papa Pio XI
Pio XI (em italiano: Pio XI; em latim: Pius XI), nascido Ambrogio Damiano Achille Ratti; (Desio, 31 de maio de 1857 – Vaticano, 10 de fevereiro de 1939)  foi o 259.º Papa da Igreja Católica e Bispo de Roma de 1922 até a data da sua morte. A partir de 1929, data do Tratado de Latrão, foi o primeiro Soberano do Estado da Cidade do Vaticano.

## Vida

### Formação

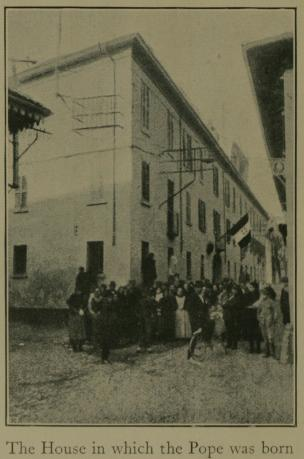
A casa onde nasceu Pio XI, em Desio.

Nascido em 31 de maio de 1857 em Desio, na casa que é atualmente sede do Museo Casa Natale Pio XI e do Centro Internacional de Estudo e Documentação Pio XI (no nº 4 da rua Pio XI; à época, rua Lampugnani). Quarto dentre cinco filhos, foi batizado um dia depois de ter nascido, na reitora dos Santos Siro e Materno com o nome de Achille Ambrogio Damiano Ratti (o nome Ambrogio em homenagem ao avô paterno, seu padrinho de batismo). Seu pai, Francesco, era — com não muito sucesso como evidenciado pelas transferências contínuas — diretor em várias fábricas de seda, enquanto sua mãe, Teresa Galli, originária de Saronno, era filha de um hoteleiro.
Iniciado na carreira eclesiástica, Achille estudou a partir de 1867 no seminário de Seveso, em seguida, no de Monza, atualmente sede do Colégio Estadual Bartolomeu Zucchi. Desde 1874, fez parte da ordem franciscana terciária. Em 1875, inicia seus estudos teológicos; os primeiros três anos no Seminário Maior de Milão e o último no seminário de Seveso. Em 1879 foi para o Collegio Lombardo, em Roma. Onde foi ordenado padre em 20 de dezembro de 1879.

### Estudos
Frequentou bibliotecas e arquivos pela Itália e o exterior. Foi doutor da Biblioteca Ambrosiana e desde 8 de março de 1907, prefeito desta biblioteca.
Estudos abrangentes realizados: o Acta Ecclesiae Mediolanensis, a coleção completa dos atos da Arquidiocese de Milão, da qual publicou os volumes II, III e IV, respectivamente, em 1890, em 1892 e em 1897, e da Liber diurnus Romanorum Pontificum, uma coleção de fórmulas usadas em documentos eclesiásticos. Ele também descobriu a mais antiga biografia de Santa Inês de Praga e para estudar ficou em Praga, e em Savona, aliás, descobriu os atos de um concílio provincial em Milão de 1311, que tinha sido esquecido há muito tempo.

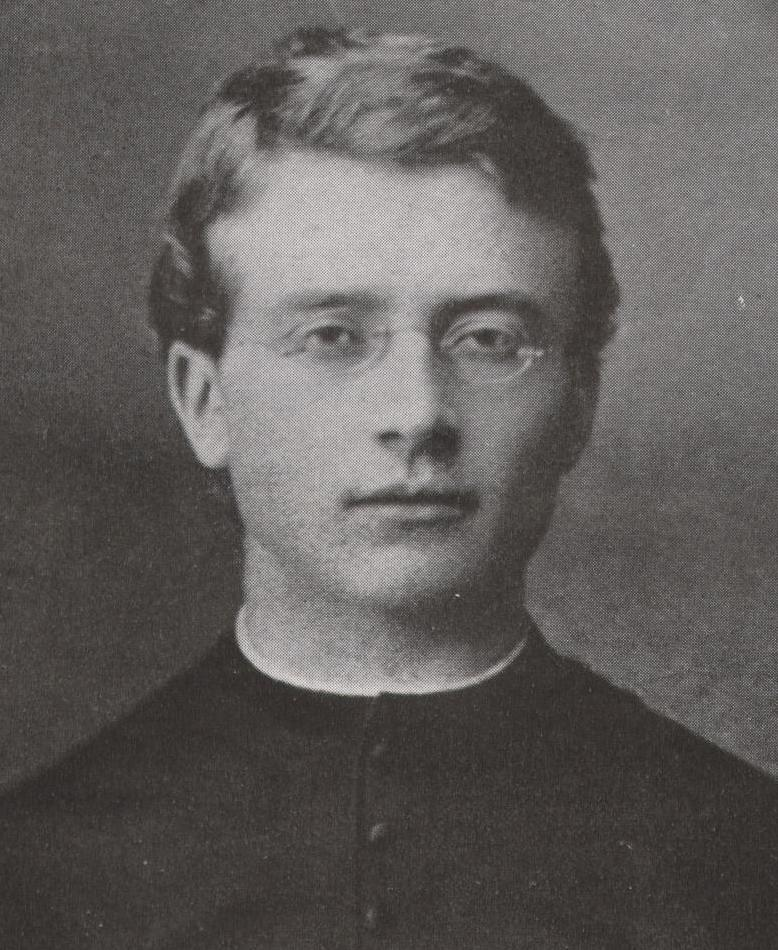
O jovem Ratti como um padre recém-ordenado.

Ratti era um homem de vasta erudição, na verdade, graduou-se três vezes durante seus anos de estudos em Roma: em filosofia na Academia de São Tomás de Aquino, em Roma, em direito canônico na Universidade Gregoriana e teologia na Universidade La Sapienza. Também tinha uma paixão forte tanto pelos estudos literários, sendo Dante e Manzoni seus preferidos, quanto para estudos científicos, de modo que estava em dúvida se faria matemática ou não; a este propósito, foi um grande amigo e, por um determinado período, colaborador de Dom Giuseppe Mercalli, conhecido geólogo e fundador da escala homônima de terremotos, quem ele conheceu quando era professor no seminário de Milão.

### Professor

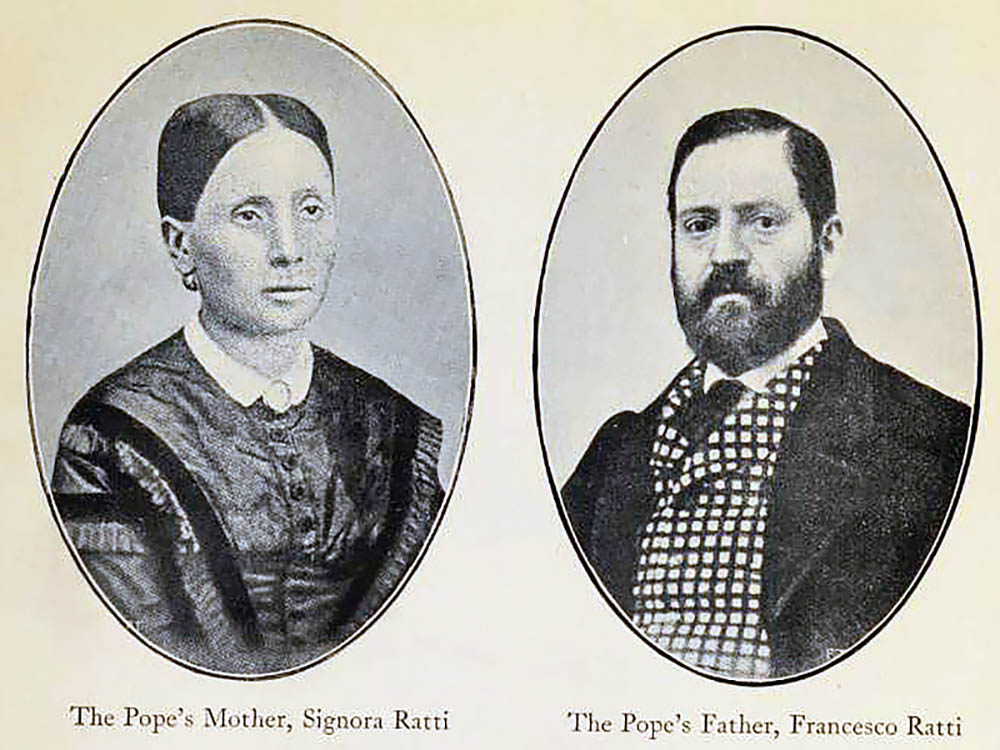
O pais de Pio XI, Teresa Galli e Francesco Ratti.

Ratti também era um bom educador, e não apenas nas escolas. A partir de 1878, foi professor de matemática no seminário menor.
Monsenhor Ratti, que estudou hebraico no decorrer do seminário arquidiocesano e teve estudos aprofundados com o rabino-chefe de Milão Alessandro Da Fano, tornou-se professor de hebraico no seminário em 1907 e ocupou o cargo por três anos. Como professor, levou seus alunos na sinagoga de Milão para familiariza-los com a fala hebraica, iniciativa ousada que era incomum nos seminários.
Como capelão do Cenáculo de Milão, uma comunidade religiosa dedicada à educação de meninas (cargo ocupado de 1892 a 1914), foi capaz de exercer uma atividade pastoral e educativa eficaz, entrando em contato com meninas e moças de cada estado e condição, mas especialmente com a boa sociedade milanesa: os Gonzaga, os Castiglione, os Borromeo, os Della Somaglia, os Belgioioso, os Greppi, os Thaon di Revel, os Jacini, os Osio, os Gallarati Scotti.
Este ambiente era atravessado por diferentes opiniões: algumas famílias estavam mais próximas da monarquia e do catolicismo liberal, outras eram intransigentes, em acordo com o "Osservatore Cattolico" de Dom Davide Albertario. Apesar de não expressar uma simpatia explícita a qualquer uma das duas correntes, o jovem Dom Ratti tinha uma estreita relação com os Gallarati Scotti, que eram intransigentes. Foi catequista e tutor do jovem Tomasso, filho de Gian Carlo, príncipe de Molfetta, e Maria Luisa Melzi d'Eril, que mais tarde se tornou um diplomata bem conhecido e escritor.
As tensões entre os católicos liberais e intransigentes eram comuns no ambiente católico da época, basta lembrar que Achille Ratti tinha recebido a tonsura e o diaconato pelo arcebispo Luigi Nazari de Calabiana, o protagonista da crise que leva seu nome. Entre seus professores estavam Dom Francesco Sala, que manteve o curso de teologia sistemática sobre a base de um tomismo rigoroso, e Dom Ernesto Fontana, que ensinava teologia moral com posições anti-rosminiana. Neste ambiente, Dom Ratti desenvolveu uma tendência antiliberal, que expressa, por exemplo, em 1891, durante uma conversa informal com o cardeal Gruscha, arcebispo de Viena: "o seu país tem a sorte de não ser dominado por um liberalismo anticlerical ou por um Estado que tenta vincular a Igreja com correntes de ferro".
Depois de 1904, Tomasso Gallarati Scotti se tornou representante do modernismo teológico, a doutrina de que seria necessária uma "adaptação do Evangelho à condição mutável da humanidade", e, em 1907, fundou a revista "Il Rinnovamento". Enquanto o Papa Pio X publicava a encíclica Pascendi Dominici gregis condenando o modernismo, mons. Ratti tentou avisar o amigo, agindo como um mediador e correndo o risco de incorrer as suspeitas do intransigente anti-modernista. Gallarati Scotti já havia decidido demitir-se da revista, quando foi excomungado. A Santa Sé investigou a responsabilidade do arcebispo Carlo Andrea Ferrari sobre a propagação de ideias modernistas em sua arquidiocese e mons. Ratti tinha de defendê-lo perante o papa e o cardeal De Lai.

### Alpinista
Ratti também era um alpinista ávido, escalou vários picos dos Alpes e foi o primeiro, no dia  31 de julho de 1889, a chegar ao topo do Monte Rosa da parede leste. A 7 de agosto de 1889, escala o Matterhorn e no final de julho de 1890, o Monte Branco, abrindo a trilha mais tarde chamada de "Trilha Ratti-Grasselli". Monsenhor Ratti foi um apaixonado frequentador do grupo de Grigne e por muitos anos, no começo do século, foi hóspede da paróquia de Esino Lario, base logística de suas excursões. A última escalada do futuro papa data de 1913. Durante todo o período, Ratti foi membro, colaborador e editor de artigos do Clube Alpino Italiano. O mesmo Ratti disse do alpinismo que "não era algo para temer, mas, pelo contrário, era tudo apenas uma questão de prudência, e um pouco de coragem, força e perseverança, o sentimento da natureza e seus lugares mais bonitos". Recém-eleito Papa, o Clube Alpino de Londres cooptou Pio XI como seu sócio, justificando o convite com três escaladas aos picos mais altos (o convite foi recusado, apesar do agradecimento do Papa).
Ratti, em 1899, teve uma conversa com o famoso explorador Louis d'Aosta, Duque de Abruzzi, que o chamou para participar da expedição ao Polo Norte, que o Duque estava organizando. Ratti não foi, diz ele, porque um sacerdote, no entanto excelente alpinista, teria intimidado os outros companheiros de viagem, homens rudes do mar e das montanhas.
Em 1935, "tripudiando" o protocolo rigoroso do Estado do Vaticano, durante a cerimônia de inauguração da Escola Militar Central de Alpinismo de Aosta, enviou um telegrama de felicitações.

### A carreira eclesiástica
A profunda competência nos estudos realizados por Ratti chamou a atenção do Papa Leão XIII. Em junho de 1891 e em 1893 ele foi convidado a participar de algumas missões diplomáticas seguindo o monsenhor Giacomo Radini-Tedeschi na Áustria e na França. Isso foi feito por recomendação do mesmo Radini-Tedeschi, que tinha estudado com Ratti no Pontifício Seminário Lombardo, em Roma.
Em 1888 tornou-se parte do colégio de doutores da Biblioteca Ambrosiana, tornando-se prefeito em 1907. Em 6 de março do mesmo ano, foi nomeado prelado de Sua Santidade com o título de monsenhor.
Enquanto isso, em 1894 ele se juntou aos Oblatos de Santo Ambrósio, um colégio de padres secular profundamente milanês, enraizado na espiritualidade de São Carlos Borromeu e Santo Inácio de Loyola. Aos exercícios espirituais inacianos, Dom Ratti será sempre ligado, por exemplo meditar os exercícios de 1908, de 1910 e de 1911 com os jesuítas em Feldkirch, na Áustria.
Chamado por Pio X a Roma, a 8 de novembro de 1911, é convidado para vice-prefeito com direito de sucessão e, mais tarde, a 27 de setembro de 1914, pelo reinante Bento XV, como prefeito da Biblioteca Vaticana.

### A missão na Polônia
Em 1918, o Papa Bento XV nomeou-o Visitador Apostólico para a Polônia e Lituânia e, mais tarde, em 1919, Núncio Apostólico (representante diplomático na Polônia) e, aos 62 anos, ele foi elevado à categoria de arcebispo de Lepanto. Aí ele escolheu como seu secretário Dom Ermenegildo Pellegrinetti, doutor em teologia e direito canônico e, especialmente, poliglota, que manteve um diário da missão à Polônia do monsenhor Ratti.
Sua missão levou-o a enfrentar a difícil situação que surgiu com a invasão soviética em agosto de 1920 e os problemas criados pelo teor das novas fronteiras após a Primeira Guerra Mundial. Ratti solicitou a Roma para ficar em Varsóvia próximo ao cerco, mas Bento XV, temendo por sua vida, ordenou-lhe a pedir ao governo polonês o exílio, o que fez depois de retirar todos dos postos diplomáticos. Mais tarde, ele foi nomeado Alto Comissário eclesiástico pelo plebiscito na Alta Silésia, plebiscito que foi realizado entre a população para escolher entre a adesão à Polônia ou à Alemanha. Na região era forte a presença do clero alemão (apoiado pelo arcebispo da Breslávia, cardeal Adolf Bertram), que apoiou a reunificação à Alemanha. O governo polonês, então, pediu ao Papa para nomear um representante eclesiástico que estava além das partes, capaz de garantir a imparcialidade durante o plebiscito.
A tarefa específica de Ratti, de fato, era trazer a harmonia entre o clero alemão e o polonês e, através deles, entre toda a população. Aconteceu, porém, que o arcebispo Bertram proibiu os padres estrangeiros da sua arquidiocese (na prática, os poloneses) de participar no debate sobre o plebiscito. Ainda o pior é que fez-se conhecido por ter tido o apoio da Santa Sé: nessa altura ao acreditar nisso o Secretário de Estado, o cardeal Pietro Gasparri, deu apoio a Bertram e ao clero alemão, mas sem informar Ratti. Ratti não só teve de sofrer esta grosseria, mas também foi julgado pela imprensa polaca, acusando-o, injustamente, de ser pró-alemão. Assim, ele foi chamado de volta a Roma e a 4 de junho de 1921.
Um resultado positivo foi o de garantir a libertação de Eduard von der Ropp, arcebispo de Mahilou, que foi preso pelas autoridades soviéticas em abril de 1919, acusado de atividade contrarrevolucionária, e libertado em outubro do mesmo ano.
Nos primeiros meses de 1920, ele fez uma longa viagem diplomata à Lituânia, indo em peregrinação aos lugares mais queridos dos católicos da Lituânia e Letônia. Este último Estado estabeleceu as bases da futura Concordata, que será a primeira que terá concluído após a ascensão ao papado. Foi também responsável pela diocese de Riga, recentemente restaurada, que sofreu uma grande escassez de clero e ausência de ordens religiosas; também estava planejada elevação à arquidiocese.
Em outubro de 1921, recebe de Universidade de Varsóvia um doutoramento honoris causa em teologia. Durante este período, o cardeal Ratti, provavelmente, veio a formar a convicção de que o principal perigo do qual a Igreja Católica deveria se defender era o bolchevismo. Daí a figura que explica suas ações: sua política social para lidar com as massas para o comunismo e o nacionalismo.

### Arcebispo de Milão e cardeal

Brasão de Armas como Cardeal-Arcebispo de Milão.

Antes disso, no consistório de 13 de junho de 1921, Achille Ratti foi nomeado arcebispo de Milão e, no mesmo dia, ele foi feito cardeal do título dos Santos Silvestre e Martinho nos Montes.
Ele tomou posse da arquidiocese em 8 de setembro. Em seu episcopado breve, ordenou que o Catecismo de São Pio X era para ser o único utilizado na arquidiocese, inaugurou a Universidade Católica do Sagrado Coração e começou a fase diocesana da causa de canonização do padre Giorgio Maria Martinelli, o fundador dos Oblatos de Rho.

## O conclave

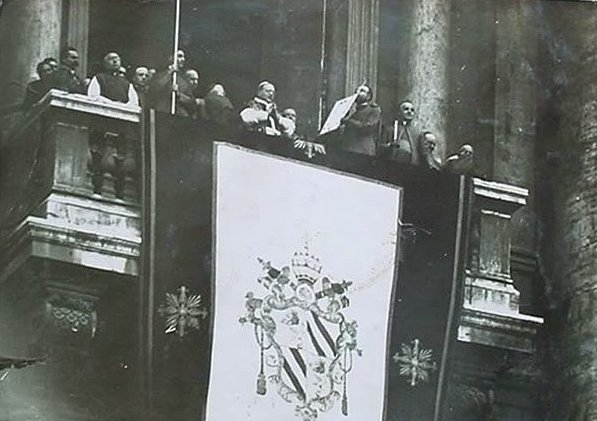
O novo Pontífice Pio XI visto no balcão no dia de sua eleição.

Ver artigo principal: Conclave de 1922
Achille Ratti foi eleito Papa a 6 de fevereiro de 1922 na 14ª votação. O conclave foi realmente oposto: de um lado os conservadores apontavam o cardeal Merry del Val, o ex-Secretário de Estado do Papa Pio X, enquanto os cardeais mais "liberais" apoiavam o cardeal Secretário de Estado responsável, o cardeal Pietro Gasparri.

## Pontificado

### As encíclicas
Sua primeira encíclica, Ubi arcano Dei consilio, de 23 de dezembro do mesmo ano de 1922, mostrou o programa do seu pontificado, que é bem resumido em seu lema "pax Christi in regno Christi" ("a paz de Cristo no Reino de Cristo"). Em outras palavras, contra a tendência de reduzir a fé a uma questão privada, o Papa Pio XI pensou que os católicos deveriam trabalhar para criar uma sociedade totalmente cristã, a qual Cristo reinaria sobre todos os aspectos da vida. Ele, portanto, intencionava construir um novo cristianismo que, abandonando as formas institucionais do Antigo Regime, tentaria se mover para o seio da sociedade contemporânea. Novo cristianismo que só a Igreja Católica, estabelecida por Deus e intérprete da verdade revelada, foi capaz de promover.

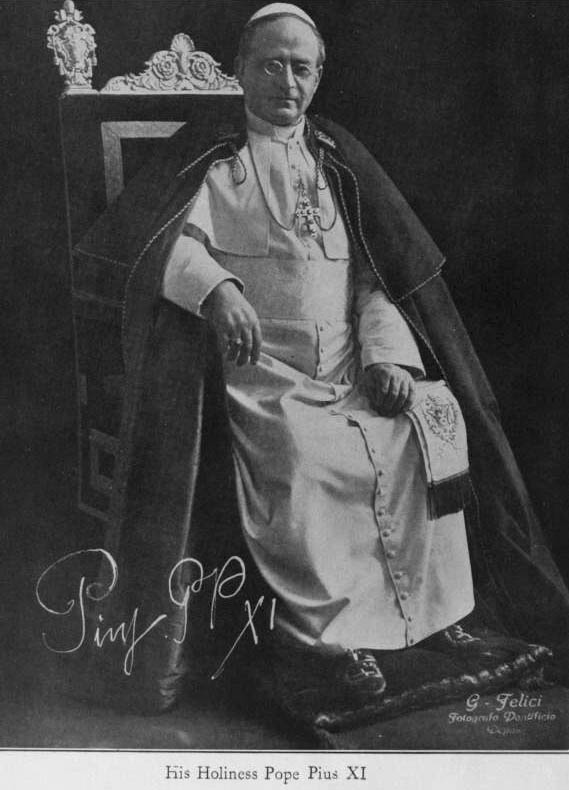
Pio XI vestindo a batina e o manto.

Este programa foi concluído pelas encíclicas Quas Primas ("Como o Primeiro") (11 de dezembro de 1925), com a qual foi estabelecida a festa de Cristo Rei, e Miserentissimus Redemptor, "Redentor Misericordioso" (8 de maio de 1928), do culto ao Sagrado Coração de Jesus.
No campo moral, suas encíclicas mais importantes são conhecidas como "quatro pilares". Na Divini Illius Magistri, de 31 de dezembro de 1929, onde estabelece o direito das famílias de educarem seus filhos, como a concessão inicial e anterior do Estado. Em Casti connubii ("Casamento casto"), de 31 de dezembro de 1930, que reafirma a doutrina tradicional do sacramento do matrimônio: os primeiros deveres dos cônjuges deve ser a fidelidade mútua, o amor carinhoso e mútuo e a educação justa e cristã dos filhos. Declarou moralmente ilícita a interrupção da gravidez por aborto e, no relacionamento conjugal, o uso de qualquer remédio para evitar a procriação. No campo social, interveio com a encíclica "Quadragesimo anno", comemorando o quadragésimo aniversário da Rerum Novarum do Papa Leão XIII, ensinando que "para evitar o extremo do individualismo de uma parte tal como do socialismo da outra. Indicando que deveríamos ser, acima de tudo, tendo em conta também a dupla natureza, individual e social em si, tanto no capital ou na propriedade quanto no trabalho". Estes três temas (educação cristã, matrimônio e doutrina social) estão resumidos na encíclica Ad catholici sacerdotii, de 20 de dezembro de 1935, sobre o sacerdócio católico. "O sacerdote é, por vocação e divino mandato, o apóstolo chefe e promotor incansável da educação cristã da juventude; o sacerdote, em nome de Deus, abençoa o casamento cristão e defende a santidade e a indissolubilidade contra os atentados e o desvio sugerido da ganância e da sensualidade; o sacerdote traz a mais valiosa contribuição para a solução ou, pelo menos, estreitamento dos conflitos sociais, pregando a fraternidade cristã, lembrando a todos dos nossos deveres de justiça e caridade do Evangelho, pacificando os espíritos amargurados pelas dificuldades moral e econômica, apontando aos ricos e aos pobres os únicos bens que todos podem e devem aspirar".
Tratou da natureza da Igreja na encíclica Mortalium animos de 6 de janeiro de 1928, reiterando a unidade da Igreja sob a orientação do Pontífice Romano:

"Nesta única Igreja de Cristo ninguém é ou está sem reconhecer e aceitar, com obediência, a suprema autoridade de São Pedro e de seus sucessores legítimos."— Pio XI
Expondo que a unidade da Igreja não pode vir a ter um detrimento da fé, pretendeu retornar os cristãos separados à Igreja Católica. Em vez disso, proíbe a participação dos católicos na tentativa de estabelecer uma Igreja pancristã, para não dar "autoridade a uma falsa religião cristã longe da única Igreja de Cristo".
Segundo Roger Aubert, com suas encíclicas, Pio XI elaborou uma "teologia para a vida", tratando dos grandes problemas de ordem moral e social.

### Canonizações e beatificações
O Papa Pio XI procedeu várias beatificações e canonizações (um total de 496 beatos e 33 santos), incluindo: Bernadette Soubirous, João Bosco, Teresa de Lisieux, João Maria Vianney e Antônio Maria Gianelli. Ele também nomeou quatro novos doutores da Igreja: Pedro Canísio, João da Cruz, Roberto Belarmino e Alberto Magno. Em particular, procedeu-se à beatificação de 191 mártires, vítimas da Revolução Francesa, a que chamou "um distúrbio universal, durante o qual foram estabelecidos, com arrogância, falsos direitos humanos".

### Consistórios
Pio XI criou um total de 76 cardeais em 17 consistórios, incluindo indivíduos notáveis como August Hlond (1927), Alfredo Ildefonso Schuster (1929), Raffaele Rossi (1930), Elia Dalla Costa (1933) e Giuseppe Pizzardo (1937). Um desses cardeais que ele levantou, em 16 de dezembro de 1929, foi seu eventual sucessor, Eugenio Pacelli, que se tornaria o papa Pio XII. Pio XI, de fato, acreditava que Pacelli seria seu sucessor e deu muitas dicas que ele desejava. Em uma dessas ocasiões em um consistório para novos cardeais em 13 de dezembro de 1937, enquanto posava com os novos cardeais, Pio XI apontou para Pacelli e disse-lhes: "Ele fará um bom papa!"
Pio XI também aceitou a demissão de um cardeal durante o seu pontificado em 1927: o jesuíta Louis Billot.
O papa se desviou da prática usual de nomear cardeais em consistórios coletivos, optando por consistórios menores e mais frequentes, com alguns deles com menos de seis meses de duração. Ele fez um esforço para aumentar o número de cardeais não italianos, que faltavam nos consistórios de seu antecessor.

### No campo político
Pio XI normalizou as relações com o Estado italiano graças ao Tratado de Latrão (Tratado e Concordata), de 11 de fevereiro de 1929, que pôs fim à chamada "Questão Romana" e voltou a estreitar as relações entre a Itália e a Santa Sé. Em 7 de junho, ao meio-dia, nasceu o novo Estado da Cidade do Vaticano, do qual o papa era um governante absoluto. Ao mesmo tempo, foram criadas várias concordatas com diversos países europeus.
Logo em 29 de Junho de 1931 promulgou uma das encíclicas "Non abbiamo bisogno" ("Nós Não Precisamos") que possuía uma postura fortemente antifascista; como retaliação à sua publicação, o ditador Benito Mussolini, que seguia essa política, ordenou que fossem dissolvidas as associações católicas de jovens na Itália. Além disso, o papa limitou fortemente a ação do Partido Popular, favorecendo a dissolução, e negou qualquer tentativa de Sturzo de reconstruir o partido. Teve também que lidar com conflitos e embates com o fascismo por causa de tentativas do regime de hegemonizar a educação dos jovens e a intromissão do regime na vida da Igreja.
Pio XI foi também muito crítico sobre o papel da pessoa social imposto pelo capitalismo.[carece de fontes?] Em sua encíclica Quadragesimo anno de 1931, apelou para a urgência de reformas sociais já identificadas quarenta anos antes pelo Papa Leão XIII; também reiterou a condenação de todas as formas de liberalismo e socialismo. Não deixando de lado o nacional-socialismo (nazismo), em 1937, por meio da encíclica Mit brennender Sorge condenando-o pela sua ideologia racista.
Mais ainda fez ao também emitir a encíclica Quas Primas, onde foi estabelecida a festa de Cristo Rei para lembrar a lei da religião a permear todas as áreas da vida cotidiana: o Estado, a economia e as artes. Para chamar os leigos a um maior envolvimento religioso, em 1938, foi reorganizada a Azione Cattolica (da qual ele disse: "esta é a menina dos meus olhos").

### Economia
Pio XI voltou várias vezes a referir, em cartas episcopais, sobre o perigo da ligação entre a finança, a  economia e poder privado. Na encíclica Quadragesimo anno refere:

"No nosso tempo, tornou-se claro que o imenso poder e riqueza estavam concentrados nas mãos de apenas alguns homens. Este poder torna-se particularmente irresistível quando exercido por aqueles, controlando e comandando o dinheiro, que também são capazes de gerir o crédito e decidir a quem será atribuído. Desta forma, fornecendo sangue vital a todo o corpo da economia. Eles têm poder supremo do sistema de produção, de modo que ninguém possa ousar a respirar contra a vontade deles."— Papa Pio XI, Quadragesimo anno, 106-9, 1931
Na encíclica Divini redemptoris, Pio XI desenvolve reflexões bastante usuais sobre a necessidade de tolerância e paciência por parte dos pobres, que têm de estimar mais bens espirituais que bens e prazeres terrenos. E os ricos, como administradores de Deus, devem dar aos pobres o que lhes excede:

"Os ricos não têm que colocar as coisas da terra a sua felicidade nem direcionar à realização de seus esforços ao seu melhor; mas, considerando-os só como administradores que sabem de ter que prestar contas ao Senhor supremo, eles contam como meios preciosos que Deus lhes dá por fazer o bem; e não deixais de distribuir aos pobres os seus excedentes, de acordo com o preceito do Evangelho."— Papa Pio XI, Divini redemptoris, 44-45, 1937

### Comunismo
Na encíclica Divini Redemptoris, sobre o comunismo ateu, Pio XI exorta a que os fiéis "não se deixem enganar com o comunismo".

Procurai, Veneráveis Irmãos, que os fiéis não se deixem enganar! O comunismo é intrinsecamente perverso e não se pode admitir em campo nenhum a colaboração com ele, da parte de quem quer que deseje salvar a civilização cristã. E, se alguns, induzidos em erro, cooperassem para a vitória do comunismo no seu país, seriam os primeiros a cair como vítimas do seu erro; e quanto mais se distinguem pela antiguidade e grandeza da sua civilização cristã as regiões aonde o comunismo consegue penetrar, tanto mais devastador lá se manifesta o ódio dos "sem-Deus".— Papa Pio XI,, 19 de março de 1937, Carta Encíclica Divini Redemptoris – #58.

### A resolução da questão romana

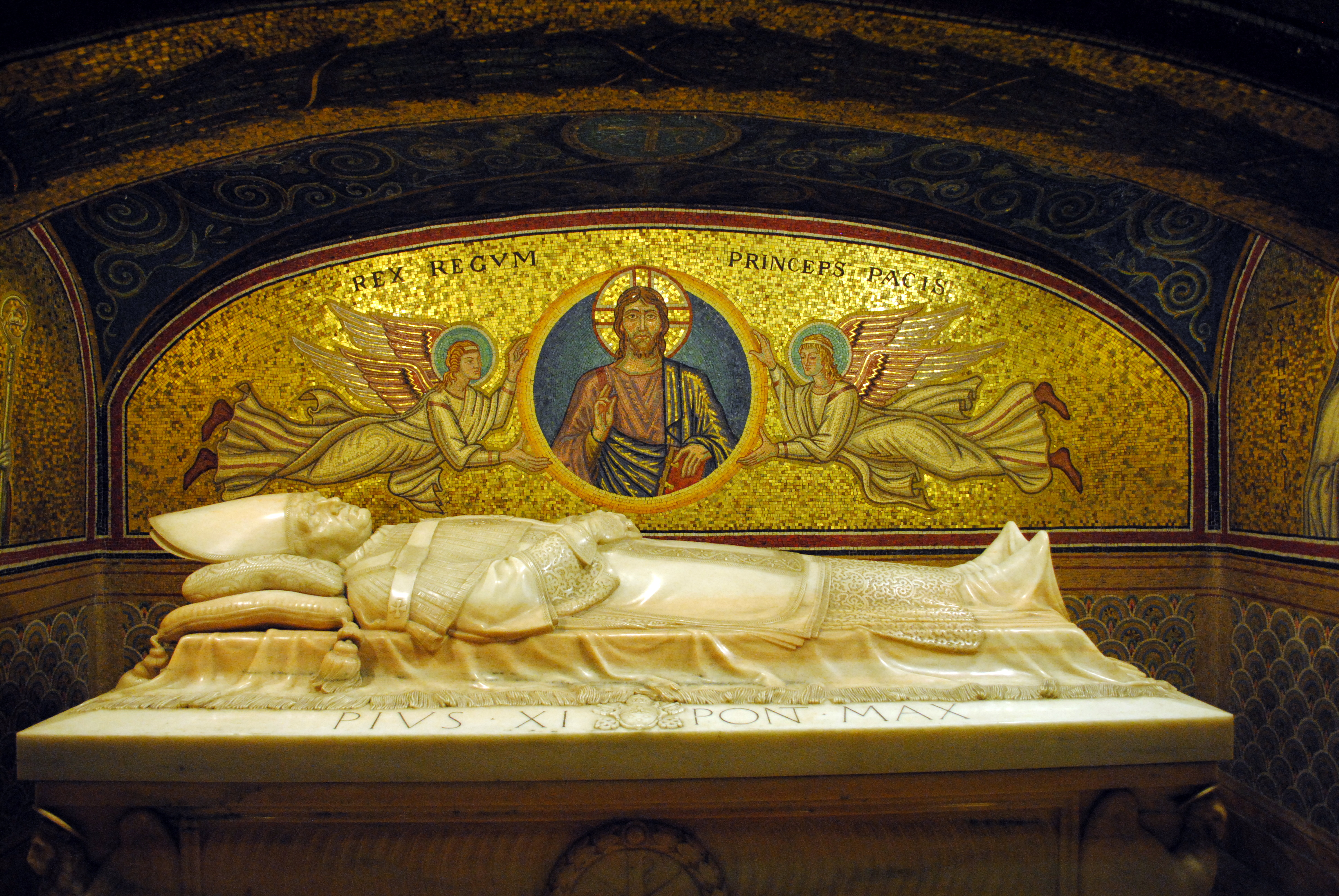
Tumba de Pio XI na Gruta Vaticana.

Pio XI manifestou o primeiro sinal de abertura imediatamente após a eleição. O novo Pontífice, ao contrário de seus antecessores imediatos — Leão XIII, São Pio X e Bento XV -, decidiu ir à varanda da Basílica Vaticana, na Praça de São Pedro, não disse nada, apenas abençoou a presente multidão, ao passo que os fiéis romanos responderam com aplausos e gritos de alegria. O gesto "devido", mas que ocorre após os eventos de 20 de setembro de 1870, deveria ser considerado de importância histórica. Isso aconteceu porque Pio XI estava convencido do fim do poder temporário, embora que de uma maneira "violenta", da missão da Igreja no mundo, a libertação das cadeias de paixões humanas.
A Questão Romana encontrava não apenas as preocupações e a esperança dos católicos da Itália, mas também de todos os católicos do mundo, tanto assim que os zelosos sacerdotes e também missionários, como Dom Luigi Orione, tomaram iniciativas pessoais e escreveram várias vezes ao chefe do governo fascista Benito Mussolini; outros sacerdotes intervieram com seus estudos na Secretaria de Estado do Vaticano, na pessoa do Delegado do Papa, o cardeal Pietro Gasparri.
Em 11 de fevereiro de 1929, o Papa foi o arquiteto da assinatura dos Pactos Lateranenses entre o cardeal Pietro Gasparri e Benito Mussolini. Em 13 de fevereiro de 1929, fez um discurso para estudantes e professores da Universidade Católica do Sagrado Coração, em Milão, que entrou para a história por uma definição, com a qual Benito Mussolini foi exaltado como "o homem que a Providência nos uniu".
Mas já em 1922, antes de sua eleição como papa, em fevereiro do mesmo ano, durante uma entrevista ao jornalista francês Luc Valti (publicado na íntegra em 1937 na "L'illustration"), o então cardeal Achille Ratti disse a respeito de Mussolini: "Esse homem, meu jovem, ele fez um progresso rápido, e vai invadir tudo a força de um elemento natural. Mussolini é um homem formidável. Entendeu-me bem? Um homem formidável! Recentemente convertido, porque veio da extrema esquerda, tem o zelo de novatos que o faz agir decisivamente. E então, recruta adeptos na escola e ao mesmo tempo os emergi à dignidade de homens, homens armados. Seduz-los para que o fanatizem. Reina em sua imaginação. Você percebe o que isso significa e que força ele fornece? O futuro é dele. Mas precisamos ver como tudo isso vai acabar e como fará uso de sua força. Em que direção vai o dia em que você escolherá ter um? Resistirá à tentação que ameaça a todos os líderes para ficar como ditador absoluto?".
Note que os Pactos Lateranenses foram assinados em 1929, isto é, quatro anos depois de Mussolini tornar-se ditador absoluto e dar origem ao totalitarismo fascista.
Em agosto de 1923, Ratti confidenciou ao embaixador da Bélgica que Mussolini "não é Napoleão e talvez nem mesmo Cavour. Mas ele só entendeu o que seu país precisava para sair da anarquia, quando um parlamentarismo impotente e três anos de guerra foram lançados. Veja como ele levou consigo a nação. Que seja permitido trazer a Itália ao seu renascimento".
Em 31 de outubro de 1926, o adolescente Anteo Zamboni tinha atirado em Mussolini na Bolonha, errando o alvo. Papa Ratti interveio condenando "tal atentado criminoso a uma simples ideia de fazer-nos tristes… e nos faz dar graças a Deus por sua falha". No ano seguinte, Pio XI elogiou Mussolini como o homem "que governa com tanta energia o destino do país, que pratica a justiça considerada perigosa sempre que o próprio país traz perigo a sua pessoa. A intervenção quase pronta e visível da Divina Providência fez com que a primeira tempestade poderá em breve ser ultrapassada por um furacão de alegria, de felicitações, de ações de graças (…), e podemos dizer, portentosa segurança daqueles que tinham de ser a vítima", expressando também "indignação e horror" pelo atentado.
Com os Pactos Lateranenses, assinado no palácio de São João de Latrão, e consistindo em dois atos separados (Tratado e Concordata), foi posto um fim à frieza e hostilidade entre os dois poderes, que duraram 59 anos. Com esse tratado histórico, foi dado soberania à Santa Sé sobre o Estado da Cidade do Vaticano, reconhecendo-o como sujeito a direitos internacionais, em troca da cessão de parte da Santa Sé das reivindicações territoriais sobre os Estados Pontifícios antigos; enquanto a Santa Sé reconheceria o Reino de Itália com capital em Roma. Compensando as perdas territoriais e como um apoio durante o período de transição, o governo garantiu (Acordo Financeiro, anexo ao Tratado) uma transferência de dinheiro que consistia em 750 milhões de libras em dinheiro e um bilhão em títulos, o que preparou o palco para a atual estrutura econômica do Estado da Cidade do Vaticano.
O Tratado também reclamou o artigo 1.º do Estatuto Albertino, reafirmando a religião católica como a única religião do Estado. Os Pactos Lateranenses impuseram aos bispos jurar lealdade ao Estado italiano, mas estabelecendo certos privilégios à Igreja Católica: o matrimônio religioso foi reconhecido para efeitos civis e causas de nulidade estavam sob os tribunais eclesiásticos; o ensino da doutrina católica, chamada "fundamento e coroação da educação pública", tornou-se obrigatória nas escolas primárias e secundárias; os sacerdotes depostos ou afetados pela censura eclesiástica não poderiam obter ou manter qualquer emprego público no Estado italiano. Para o regime fascista, os Pactos Lateranenses foram uma legitimidade valiosa.
Como um sinal de reconciliação, no mês de julho seguinte, o Papa passou em procissão eucarística solene na Praça de São Pedro. Um evento como este não acontecia desde os dias da Porta Pia. O primeiro passeio no território da Cidade do Vaticano foi em 21 de dezembro do mesmo ano, quando, muito de manhã cedo, o Papa foi escoltado por moto da polícia italiana, à Basílica de São João de Latrão, para oficialmente tomar posse de sua catedral. Em 1930 — um ano após a assinatura dos Pactos — o velho cardeal Pietro Gasparri renuncia e é substituído pelo cardeal Eugênio Pacelli, futuro Papa Pio XII.

### A questão mexicana
Ver artigo principal: Guerra Cristera
Outra confusão para o Papa Ratti foi representada pela política fortemente anticlerical do governo mexicano. Já em 1914, iniciou-se uma perseguição contra o clero e foi proibido qualquer religião (também foram fechadas escolas católicas). A situação piorou em 1917 sob a presidência de Venustiano Carranza. Em 1922, o núncio apostólico foi expulso do México. A perseguição aos cristãos levou à revolta dos "cristeros" em 31 de julho de 1926, em Oaxaca. Em 1928, foi sancionado um acordo que readmitia o culto católico, mas não foram cumpridos os termos. Pio XI condenou estas medidas em 1933, com a encíclica Acerba animi. Renovou a condenação em 1937 com a encíclica Firmissimam constantiam.

### As relações com o mundo da ciência

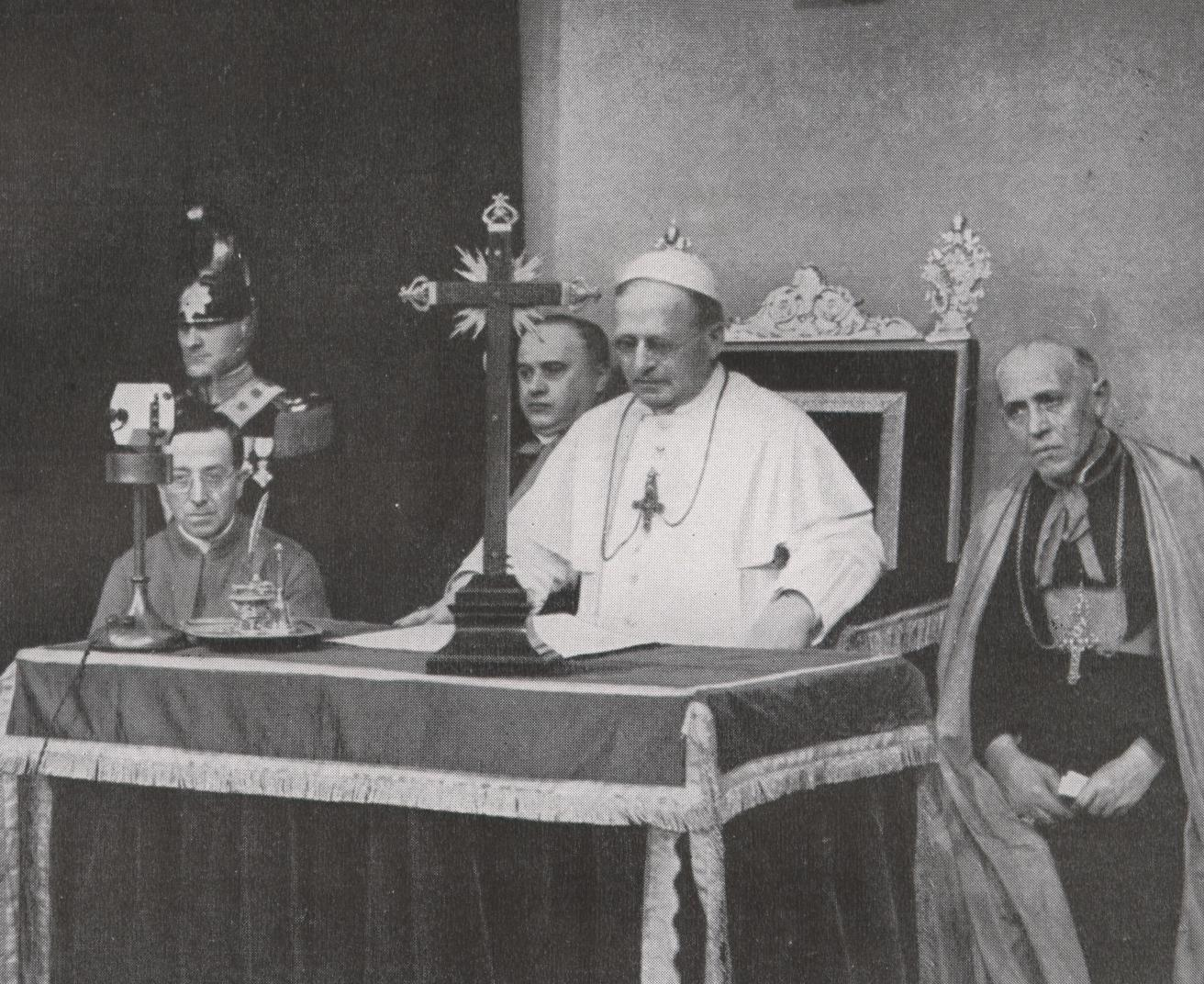
Roma, Pio XI fala à Rádio Vaticano, em 1931.

Apaixonado pela ciência desde cedo e bom observador do desenvolvimento tecnológico, fundou a Rádio Vaticano, em colaboração com Guglielmo Marconi, modernizou a Biblioteca Vaticana e reconstituiu com a ajuda do padre Agostino Gemelli, em 1936, a Pontifícia Academia das Ciências, admitindo também pessoas não católicas e até mesmo não crentes.
Ele estava interessado em novos meios de comunicação: instalou uma central telefônica no Vaticano e, embora pessoalmente tenha feito pouco uso do telefone, ele foi um dos primeiros usuários do fax, uma invenção do francês Édouard Belin que foi utilizada para transmitir imagens à distância através da rede telefônica ou telegráfica. Em 1931, em resposta a uma mensagem escrita e de uma fotografia enviada a ele de Paris pelo cardeal Verdier, enviou-lhe uma fotografia recém-tirada.
O uso que fez do rádio foi bem mais frequente, embora muitas pessoas não foram capazes de compreender suas mensagens radiofônicas, geralmente pronunciadas ainda em latim.

### A morte e o discurso desaparecido

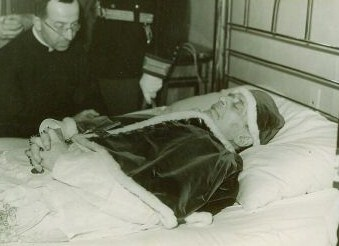
O corpo do Papa.

Em fevereiro de 1939, Pio XI convocou a Roma todos os bispos italianos, por ocasião do 10º aniversário da "reconciliação" com o Estado italiano, 17º ano de seu pontificado e 60º aniversário de seu sacerdócio. A 11 e 12 de fevereiro, ele teria pronunciado um importante discurso, preparado há meses, que seria o seu testamento espiritual e onde, provavelmente, ele denunciava a violação dos Pactos de Latrão pelo governo fascista e a perseguição racial na Alemanha. Este discurso foi mantido em segredo até o pontificado do Papa João XXIII, em 1959, quando algumas partes foram publicadas. De fato, ele morreu de um ataque cardíaco depois de uma longa doença na noite de 10 de fevereiro de 1939. Esse discurso foi destruído às ordem de Pacelli, Cardeal Secretário de Estado à época, uma vez que desejava empreender novas e mais tranquilas relações com a Alemanha e a Itália.
Em setembro de 2008, uma conferência organizada em Roma pela Fundação Pave The Way, sobre o trabalho de Pio XII contra os judeus, trouxe a questão das relações entre o Vaticano e as ditaduras totalitárias. Ex-líder da Federação Universitária Católica Italiana, Bianca Penco (vice-presidente da Federação entre 1939 e 1942 e presidente nacional com Giulio Andreotti e Ivo Murgia entre 1942 e 1947), deu uma entrevista à "Secolo XIX" onde fala sobre o assunto. De acordo com a história de Penco, Pio XI tinha recebido alguns membros proeminentes da federação em fevereiro de 1939, anunciando que tinha preparado um discurso que estava disposto a ditar em 11 de fevereiro ao décimo aniversário da Concordata: esse discurso era crítico ao nazismo e ao fascismo, e também continha referências à perseguição de cristãos nesses anos ocorridas na Alemanha nazista. O Papa, de acordo com a entrevista, iria também anunciar uma encíclica contra o antissemitismo. Mas Achille Ratti morreu na noite anterior, em 10 de fevereiro, e Pacelli, Cardeal Secretário de Estado à época e depois de menos de um mês eleito para o papado como o Pio XII, decidiu não divulgar o conteúdo desses documentos. Penco também afirma que, após a morte do Papa Ratti, solicitações dos representantes dos FUCI para terem informações sobre o destino do discurso que havia sido observado anteriormente, a existência deste teria sido negada. Na verdade, a chamada "encíclica oculta" tinha sido encomendada pelo Papa Pio XI do jesuíta La Farge, e dois outros escritores. O diagrama da encíclica, devido ao atraso com que chegou a Pio XI, não encontrou o papa Ratti em condições de saúde para que ele pudesse lê-lo e promulgá-lo. Na verdade, ele morreu poucos dias após o diagrama chegar em sua mesa.
O Pio XII, seu sucessor, não considerou promulgá-la não por simpatia ao fascismo e ao nazismo, mas porque o diagrama da encíclica, juntamente com a condenação clara e inequívoca de todas as formas de racismo e antissemitismo tal como a anterior Mit brennender Sorge, despachada em 1937, continha em particular também uma reafirmação do tradicional antissemitismo teológico que, embora nada tinha a ver, como acredita a estudiosa judia Anna Foa, com o moderno antissemitismo, cujas origens são darwinianas, positivistas e teosóficas, ele poderia ser facilmente manipulado pelo regime nazista. Se Pio XII a publicasse em sua totalidade, hoje seria acusado de emprestar argumentos teológicos ao racismo hitleriano. Em vez disso, Pio XII, como mais uma demonstração de sua firme oposição ao nazismo e todas as formas de racismo, recorta a parte antirracista da "encíclica oculta" e a insere na sua primeira encíclica, contendo o programa do seu recém-iniciado pontificado, a Summi pontificatus, de 1939.
Com base em um suposto memorial do cardeal Eugène Tisserant, encontrado em 1972, tomou-se forma a lenda de que Pio XI tivera sido envenenado por ordem de Benito Mussolini, que, tendo sabido da possibilidade de ser condenado e excomungado, instruiu o médico Francesco Petacci de envenenar o Pontífice. Essa teoria foi categoricamente negada pelo cardeal Carlo Confalonieri, o secretário pessoal de Pio XI, e também foi excluída pela renomeada estudiosa Emma Fattorini, considerando a tese como um excesso de imaginação que não condiz nem um pouco com a documentação atual.

## Brasão e lema
- Descrição: Escudo eclesiástico cortado: o 1º de jalde com uma águia de voo estendido de sable, armada e bicada de goles; o 2º de argente com três arruelas de goles postas: 2 e 1. O escudo está assente em tarja branca. O conjunto pousado sobre duas chaves decussadas, a primeira de jalde e a segunda de segunda de argente, atadas por um cordão de goles, com seus pingentes. Timbre: a tiara papal de argente com três coroas de jalde. Sob o escudo, um listel de jalde com o mote: RAPTIM TRANSIT, em letras de sable. Quando são postos suportes, estes são dois anjos de carnação, sustentando cada um, na mão livre, uma cruz trevolada tripla, de jalde.
- Interpretação: O escudo obedece às regras heráldicas para os eclesiásticos. Nele estão representadas as armas familiares do pontífice, os Ratti. No 1º, o campo de jalde, por seu metal, simboliza: nobreza, autoridade, premência, generosidade, ardor e descortico; a águia é símbolo de poder, generosidade e liberdade, e sua cor, sable (preto), representa: sabedoria, ciência, honestidade e firmeza. O campo de argente (prata) representa: inocência, castidade, pureza e eloquência e as arruelas, por sua corgoles (vermelho), simbolizam o fogo da caridade inflamada no coração do Soberano Pontífice pelo Divino Espírito Santo, que o inspira diretamente do governo supremo da Igreja, bem como valor e o socorro aos necessitados, que o Vigário de Cristo deve dispensar a todos os homens. Os elementos externos do brasão expressam a jurisdição suprema do papa. As duas chaves "decussadas", uma de jalde (ouro) e a outra de argente (prata) são símbolos do poder espiritual e do poder temporal. E são uma referência do poder máximo do Sucessor de Pedro, relatado no Evangelho de São Mateus, que narra que Nosso Senhor Jesus Cristo disse a Pedro: "Dar-te-ei as chaves do reino dos céus, e tudo o que ligares na terra será ligado no céu, e tudo o que desligares na terra, será desligado no céu" (Mt 16, 19). Por conseguinte, as chaves são o símbolo típico do poder dado por Cristo a São Pedro e aos seus sucessores. A tiara papal usada como timbre, recorda, por sua simbologia, os três poderes papais: de Ordem, Jurisdição e Magistério, e sua unidade na mesma pessoa. No listel o lema: "Tudo passa muito rápido", é uma lembrança de como as glórias humanas são transitórias.

## Encíclicas de Pio XI
- Ubi arcano Dei consilio (23 de dezembro de 1922) : a Paz de Cristo no Reino de Cristo.
- Fin Dal Primo Momento (23 de dezembro de 1922): Texto não indexado on-line.
- Rerum omnium perturbationem (26 de janeiro de 1923) : de São Francisco de Sales.
- Studiorum ducem (29 de junho de 1923) : de São Tomás de Aquino.
- Ecclesiam Dei (12 de novembro de 1923): de São Giosafat Kuncewycz.
- Maximam gravissimamque (18 de janeiro de 1924) : as Associações Diocesanas na França.
- Quas Primas (11 de dezembro de 1925) : a Realeza de Cristo.
- Rerum Ecclesiae (28 de fevereiro de 1926) : as missões católicas.
- Rite expiatis (30 de abril de 1926) : de São Francisco de Assis.
- Iniquis afflictisque (18 de novembro de 1926) : a perseguição da Igreja no México.
- Mortalium animus (6 de janeiro de 1928) : a unidade da Igreja.
- Miserentissimus redemptor (8 de maio de 1928) : em reparação ao Sagrado Coração.
- Rerum Orientalium (8 de setembro de 1928) : estudos das igrejas orientais.
- Mens nostra (20 de dezembro de 1929) : em promoção aos exercícios espirituais.
- Quinquagesimo ante anno (23 de dezembro de 1929)  50º Aniversário de sacerdócio do Papa.
- Divini illius magistri (31 de dezembro de 1929) : a educação cristã da juventude.
- Rappresentanti in terra (31 de dezembro de 1929): Texto não indexado on-line.
- Ad Salutem Humani (20 de abril de 1930):  de Santo Agostinho
- Casti connubii (31 de dezembro de 1930) : o matrimônio cristão.
- Quadragesimo anno (15 de maio de 1931) : no quadragésimo aniversário da Rerum novarum.
- Non abbiamo bisogno (29 de junho de 1931) : a Ação Católica na Itália.
- Nova Impendet (2 de outubro de 1931) : a crise econômica.
- Caritate Christi compulsi (3 de maio de 1932) : o Sagrado Coração.
- Acerba animi (29 de setembro de 1932) : a perseguição à Igreja no México.
- Dilectissima nobis (3 de junho de 1933) : a opressão da Igreja na Espanha.
- Ad catholici sacerdotii (20 de dezembro de 1935) : o sacerdócio católico.
- Vigilanti Cura (29 de junho de 1936) : o cinema.
- Mit brennender Sorge (14 de março de 1937) : a Igreja e o Reich alemão.
- Divini Redemptoris (19 de março de 1937) : o comunismo ateu.
- Firmissimam constantiam (28 de março de 1937) : a situação religiosa no México.
- Ingravescentibus malis (29 de setembro de 1937) : o Rosário.
- Humani generis unitas, encíclica preparada, mas nunca publicada, por causa da morte do Papa.

## Genealogia episcopal
- Cardeal Scipione Rebiba
- Cardeal Giulio Antonio Santorio
- Cardeal Girolamo Bernerio, O.P.
- Bispo Claudio Rangoni
- Arcebispo Wawrzyniec Gembicki
- Arcebispo Jan Wężyk
- Bispo Piotr Gembicki
- Bispo Jan Gembicki
- Bispo Bonawentura Madaliński
- Bispo Jan Małachowski
- Arcebispo Stanisław Szembek
- Bispo Felicjan Konstanty Szaniawski
- Bispo Andrzej Stanisław Załuski
- Arcebispo Adam Ignacy Komorowski
- Arcebispo Władysław Aleksander Łubieński
- Bispo Andrzej Mikolaj Stanisław Kostka Mlodziejowski
- Arcebispo Kacper Kazimierz Cieciszowski
- Bispo Franciszek Borgiasz Mackiewicz
- Bispo Michał Piwnicki
- Arcebispo Ignacy Ludwik Pawłowski
- Arcebispo Kazimierz Roch Dmochowski
- Arcebispo Wacław Żyliński
- Bispo Aleksander Kazimierz Beresniewicz
- Bispo Szymon Marcin Kozlowski
- Bispo Mieczysław Leonard Pallulon
- Arcebispo Bolesław Hieronim Klopotowski
- Arcebispo Jerzy Józef Elizeusz Szembek
- Bispo Stanisław Kazimierz Zdzitowiecki
- Cardeal Aleksander Kakowski
- Papa Pio XI

## Ordenações[50]

### Ordenações presbíteros
- Luigi Arrigoni † (1922)

### Ordenações episcopais
Foi o principal sagrante dos seguintes bispos:
- Oreste Giorgi † (1924)
- Michele Lega † (1926)
- Philippe Zhao Huai-yi (Tchao) † (1926)
- Melchior Sun Dezhen, C.M. † (1926)
- Odoric Simon Tcheng Hede, O.F.M. † (1926)
- Joseph Hu Ruoshan, C.M. † (1926)
- Aloysius Chen Guo-di, O.F.M. † (1926)
- Simon Zhu Kai-min, S.J. † (1926)
- Januarius Kyunosuke Hayasaka † (1927)
- Jusztinián György Serédi, O.S.B. † (1928)
- Luigi Sincero † (1929)
- Alfredo Ildefonso Schuster, O.S.B. † (1929)
- Jean Verdier, P.S.S. † (1929)
- Joseph Attipetty † (1933)
- Joseph Fan Heng-nfan † (1933)
- Jean-Baptiste Nguyễn Bá Tòng † (1933)
- Matthias Li Jun-ho † (1933)
- Joseph Cui Shouxun † (1933)
- Giuseppe Migone † (1936)

## Honrarias

### Honrarias da Santa Sé
- Grão Mestre da Ordem Suprema de Cristo
- Grão Mestre da Ordem da Espora de Ouro
- Grão Mestre da Ordem de Pio IX
- Grão Mestre da Ordem de São Gregório Magno
- Grão Mestre da Ordem de São Silvestre Papa
- Grão Mestre e Cavalheiro de Colar da Ordem Equestre do Santo Sepulcro de Jerusalém

### Honraria estrangeira
- Cavaleiro da Ordem da Águia Branca (Polônia)

"Pelo sábio ministério durante os anos da Nunciatura Apostólica na Polônia."— 25 de janeiro de 1922